# Melitaea fasciata
Melitaea fasciata är en fjärilsart som beskrevs av Lambert-Joseph-Louis Lambillion 1906. Melitaea fasciata ingår i släktet Melitaea och familjen praktfjärilar. Inga underarter finns listade i Catalogue of Life.